# Agonum coptoderoides
Agonum coptoderoides är en skalbaggsart som beskrevs av Darlington 1937. Agonum coptoderoides ingår i släktet Agonum och familjen jordlöpare. Inga underarter finns listade i Catalogue of Life.